# Bougainvillia crassa
Bougainvillia crassa is een hydroïdpoliep uit de familie Bougainvilliidae. De poliep komt uit het geslacht Bougainvillia. Bougainvillia crassa werd in 1938 voor het eerst wetenschappelijk beschreven door Fraser. 